# Киценко, Николай Петрович
Николай Петрович Киценко (14 декабря 1921, Нижний Куркулак — 10 мая 1982, Запорожье) — советский украинский журналист, краевед, партийный и советский работник, один из организаторов Государственного историко-культурного заповедника на острове Хортица и Музея истории запорожского казачества.

## Биография
Родился 4 декабря 1921 года в селе Нижнем Куркулаке (теперь село Октябрьское Токмакского района Запорожской области) в крестьянской семье. В 1939 году окончил Новомосковский педагогический техникум и начал трудовую деятельность учителем сельской школы в Запорожской области.
С 1939 по 1946 год служил в Красной армии. Попал в Маньчжурию на семь лет (1939—1946).
После демобилизации пять лет был на партийной работе. В 1954 году окончил Высшую партийную школу при ЦК КПУ по специальности «Журналистика».
В 1954—1957 годах был главным редактором Запорожского областного комитета по вопросам радиовещания и телевидения, в 1957—1959 годах — начальник областного управления культуры, в 1959—1962 годах — заведующий отделом пропаганды и агитации Запорожского областного комитета КПУ, в 1963—1964 годах — секретарь Запорожского сельского областного комитета КПУ, а с конца 1964 1973 года — заместитель председателя Запорожского областного исполнительного комитета. С его именем связаны строительство новых помещений областной научной библиотеки и областного архива, открытие в Запорожье музыкального училища, областного художественного музея, Театра юного зрителя.
Одновременно с 1966 по 1973 год был председателем правления областной организации Украинского общества охраны памятников истории и культуры. Тогда были взяты на учёт для охраны и утверждено облисполкомом 1 182 памятника истории и культуры.
21 марта 1973 года уволен с должности заместителя председателя Запорожского облисполкома в связи с «серьезными методологическими просчетами», а по сути был обвинен в национализме. В 1973 году был начальником облсоюзпечати. В 1973—1982 годах — заведующий отделом труда Запорожского областного исполнительного комитета.
Умер в Запорожье 10 мая 1982 года, где и похоронен на Южном кладбище.

## Общественная и творческая деятельность
Изучал историю города Запорожье, заботился о возрождение и сохранение национального историко-культурного наследия и духовности, исторических памятников украинства. В 1965 году, во время подготовки к 200-летию Запорожья, вместе с начальником областного управления культуры С. Кириченко инициировал рассмотрение в ЦК КПУ и СМ УССР вопрос об объявлении острова Хортицы заповедником и создания на нем казачьего историко-культурного мемориала, после чего президиум ЦК КПУ 31 августа и СМ УССР 18 сентября 1965 года приняли постановление «Об увековечении памятных мест, связанных с историей запорожского казачества». Остров Хортица объявлялся Государственным историко-культурным заповедником. Николай Петрович с головой окунулся в создание названного мемориала. Он постоянно углублял свои знания по истории запорожского казачества, глубоко изучал научные разведки академика Дмитрия Яворницкого, труды других историков-казаковедов и уже в 1967 году выходит его книга «Хортица в героике и легендах» о место и роль острова в истории запорожского казачества. Кроме этого, его перу принадлежат книги «Запорожье в бурях революции» (1969) и «Хортица» (1970), был автором стихов, рассказов, очерков, радиопередач.

## Награды

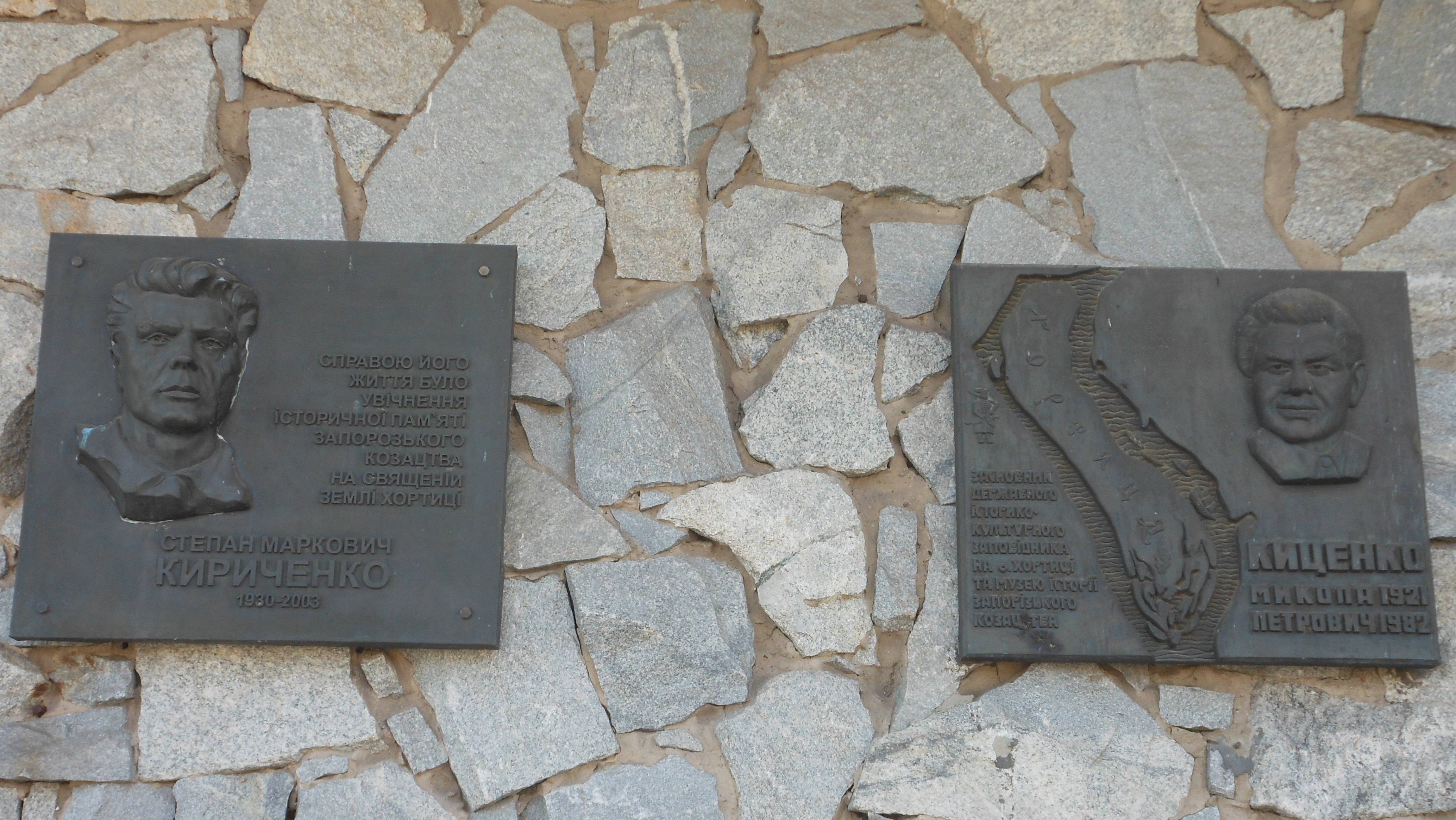
Памятные доски Степану Кириченко и Николаю Киценко

Награждён двумя орденами «Знак Почета», орденами Трудового Красного Знамени, Дружбы народов, медали.
Лауреат Государственной премии имени Дмитрия Яворницкого (1992, посмертно; лауреатский знак № 1).

## Память
Осенью 1995 года на стене Музея истории запорожского казачества Николаю Киценко была открыта мемориальная доска.